# Farrokhroo Parsa
Farrokhroo Parsa (Perzisch: فرخ‌رو پارسا) (Qom, 24 maart 1922 - Teheran, 8 mei 1980) was een Iraanse arts, pedagoog en parlementariër. Onder premier Amir Hoveida was ze minister van Onderwijs en was daarmee de eerste vrouwelijke minister van een Iraanse regering ooit. Parsa was een uitgesproken voorstander van vrouwenrechten. Op 8 mei 1980, aan het begin van de Iraanse Revolutie, werd ze door een vuurpeloton geëxecuteerd. In haar afscheidsbrief schreef ze liever te sterven dan zich gedwongen te sluieren.

## Biografie
Parsa werd geboren in Qom, in wat toen nog Perzië heette. Haar moeder was redacteur van het vrouwenblad Jahan-e Zan ('de wereld van de vrouw') en uitgesproken voorstander van gelijkheid van man en vrouw en onderwijskansen voor vrouwen. Haar opvattingen over dit onderwerp stuitten op tegenstand vanuit conservatieve hoek. Dit leidde ertoe dat het gezin door de regering van Ahmad Qavam werd verdreven, van Teheran naar Qom, waar Parsa's moeder onder huisarrest werd geplaatst. In dit huis werd Pasa geboren. Met de komst en tussenkomst van premier Mostowfi ol-Mamalek mocht het gezin terugkeren naar Teheran.
Na het behalen van een medische graad werd Parsa biologieleraar op de Jeanne d'Arc-school in Teheran. Hier leerde ze Farah Diba kennen, een van haar leerlingen die later de vrouw zou worden van sjah Mohammad Reza Pahlavi. 
In 1963 werd Parsa verkozen in de Majlis, het parlement, en diende ze een verzoekschrift in bij de sjah voor het kiesrecht voor vrouwen. Ook was ze een drijvende kracht achter wetgeving die de bestaande wetten met betrekking tot vrouwen en gezin wijzigde. In 1965 werd Parsa benoemd tot viceminister van Onderwijs en op 27 augustus 1968 werd ze minister van Onderwijs in het kabinet van de regering van Hoveida. Het was de eerste keer in de geschiedenis van Iran dat een vrouw een kabinetsfunctie bekleedde.

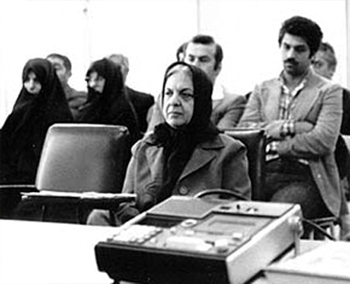
Parsa in de rechtszaal, 1979.

Toen in 1978 de Iraanse Revolutie begon en het nieuwe islamitische regime haar broer zonder rechtvaardiging drie maanden gevangen zette als onderdeel van repressieve maatregelen, dook Parsa onder. Ze bedacht een plan om het land te ontvluchten, maar werd gevonden in het huis van haar zoon. Parsa werd veroordeeld tot de doodstraf, vanwege corruptie en het oproepen tot het herstel van de Pahlavi-dynastie. Op 8 mei 1980 werd ze geëxecuteerd.
In haar laatste brief die ze vanuit de gevangenis scheef, vertelde Parsa aan haar kinderen niet bang te zijn voor de dood. "De dood is slechts een moment en niets meer dan dat", schreef ze. "Ik ben bereid de dood met open armen te ontvangen in plaats van te leven in schaamte door gedwongen te worden gesluierd. Ik ga niet buigen voor degenen die verwachten dat ik vijftig jaar spijt zal betuigen van mijn inspanningen voor de gelijkheid van mannen en vrouwen. Ik ben niet bereid om de chador te dragen en een stap terug in de geschiedenis te doen."